# Маркович, Мирослав (футболист)
Мирослав Маркович (серб. Мирослав Марковић; род. 4 ноября 1989, Аранджеловац, Шумадийский округ, СФРЮ) — сербский футболист, нападающий. Последний клуб — киргизский «Дордой».

## Биография
Свою профессиональную карьеру начал в клубе словенской второй лиги «Крка», из которого в 2008 году перешел в чешский «Баник», свой первый клуб из высшей лиги. За клуб дебютировал 27 сентября 2008 года в матче против «Виктория» выйдя на замену на 88-й минуте вместо Вацлава Сверкоша. Но не смог стать членом основной команды и больше выступал за резервную команду и несколько раз был в аренде в других клубах. Первую часть сезона 2009/10 провел в клубе «Часлав», где в дебютном матче забил дубль в ворота команды «Карвина». Вторую половину сезона 2009/10 провел в клубе «Граффин Влашим», дебютировал в составе которого 7-го апреля 2010 против своего предыдущего клуба «Часлав».
В сезоне 2010/11 отправился в аренду в клуб второй лиги Чехии «Виктория Жижков», с которым занял второе место в чемпионате, заработав повышение в классе, и добрался до второго места в списке бомбардиров лиги.
Летом 2011 года перешёл в пражскую «Дуклу», но не закрепившись в составе был отправлен в аренду до конца весны 2012 года в словацкий «Ружомберок» за который провёл всего 7 матчей не забив ни одного гола. Вторую половину 2012 года провёл в арнеде в клубе «Динамо» из Ческе-Будеёвиц.
С января 2013 года по 2015 год выступал в клубе «Зброёвка». После чего пробовал свои силы в клубе греческой Суперлиги «АЕЛ Каллони», но не смог помочь своему клубу избежать вылета. Позднее выступал за «Слован» из Либерец и «Богемианс 1905».
В августе 2017 года заключил контракт с клубом «СКА-Хабаровск». Дебютировал 5 августа в матче против московского «Локомотива» выйдя на замену на 68-й минуте вместо Антона Кобялко. После вылета клуба из РФПЛ, покинул клуб.
29 июля 2018 года подписал контракт с клубом Хассани Агадир, ставь первым сербским футболистом в Ботоле. 20 августа 2019 года покинул марокканский клуб.
В 2020 году выступал за «Инджию», за которую провёл 10 матчей и забил 1 гол.
14 октября 2020 года перешёл в «Балтику» на правах свободного агента. Дебют состоялся 11 ноября 2020 года в матче против «Текстильщика» (1:0). 25 ноября 2020 года оформил дубль в ворота «Шинника» и помог «Балтике» победить со счётом 1:3. Эти голы стали первыми результативными действиями Марковича в составе калининградской команды.
В марте 2023 года подписал годичный контракт с бишкекским «Дордоем». Однако уже в июле 2023 года по обоюдному соглашению с клубом расторг договор и покинул Кыргызстан.